# Sindoro
El Sindoro, Soendoro, Sendoro o Sundoro és un volcà de la regió central de Java, Indonèsia, en el límit de la província de Kedu i Bagelen, a 65 k. al nord-oest de Djokdjokarta, a 60 km al sud-oest de Samarang, al nord-oest del volcà Sumbing, amb el qual forma el grup anomenat Dels dos germans, pels mariners. La seva alçada és de 3.124 m. El Sindoro, és a dir «El Majestuós» deu el seu nom al perfil imponent i a la perfecta regularitat del seu entorn. És el més bell dels volcans javanesos, diu la vox populi; en el seu cim el seu con està trencat per una línia horitzontal com si amb un ganivet s'hagués tallat la punta del turó; per totes bandes sorgeix la lava de l'estret cràter volcànic terminal, espargint-se en capes d'un gruix constant, que vers el nord entren en l'amfiteatre esqueixalat del volcà Telerap, omplint-lo quasi en la seva meitat, i al sud topen i es repleguen contra els pendents més abruptes del Soembing. El Sindoro, el mateix que el seu "germà" el Soembing, és un volcà quasi apagat; només de tant en tant escup un xic de vapor que indica una resta d'activitat en el foc subterrani.